# Compsibidion mysticum
Compsibidion mysticum är en skalbaggsart som beskrevs av Martins 1969. Compsibidion mysticum ingår i släktet Compsibidion och familjen långhorningar.
Artens utbredningsområde är Panama. Inga underarter finns listade i Catalogue of Life.